# باشگاه فوتبال قسنطینه
باشگاه فوتبال قسنطینه (عربی: النادي الرياضي القسنطيني) یک باشگاه فوتبال در شهر قسنطینه، الجزایر است.
این باشگاه که در سال ۱۸۹۸ تأسیس شده سابقه ۲ قهرمانی و دو نایب قهرمانی را در لیگ حرفه‌ای فوتبال الجزایر دارد.